# Xserve
Az Xserve szerver sorozat volt, amit az Apple 2002 májusa és 2011 januárja között fejlesztett, gyártott és forgalmazott. Ez volt az Apple első rackbe szerelhető szervere, a Power Macintosh G3/G4 szerverek utóda. A szervert a gyártó fájl- és/vagy webszervernek szánta, amely alkalmas nagy erőforrás igényű számítástechnikai alkalmazások futtatására is. Az Xserve alkalmas volt számítógépfürt kialakítására is. Az első Xserve PowerPC G4 processzort kapott, amelyet 2004-ben PowerPC G5, 2006-ban pedig Intel Xeon processzor váltott. A sorozat minden gépének volt egy- és kétprocesszoros változata. Az Xserve 2011-ben megszűnt. Helyettük az Apple a Mac Pro Servert és a Mac mini Servert ajánlotta. Az Xserve megszűnésével kezdődően az Apple folyamatosan redukálta a szerver szoftvere tudását, fokozatosan kilépett a szerverpiacról. (Az Xserve helyes kiejtése: iksz-szörv.)
Az Xserve előtt is épített az Apple szervernek szánt számítógépet – Apple Workgroup szerverek és Apple Network szerverek –, de ezek nem arattak piaci sikert. Amíg a korábbi szervereket meglevő számítógépeinek megerősítésével építette a cég, addig az Xserve önálló hardver fejlesztés volt.

## A kezdet: Xserve G4

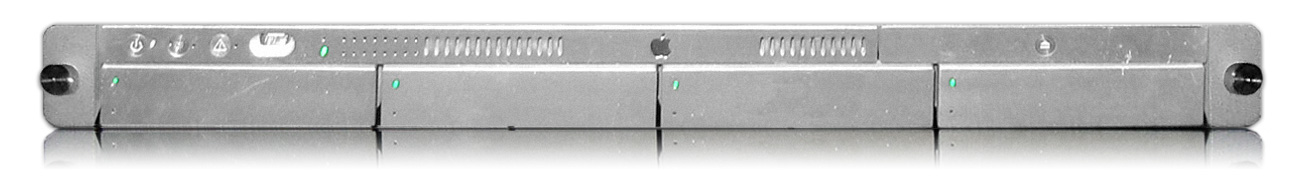
Az első Xserve G4

Az Xserve-t az Apple vezetője, Steve Jobs mutatta be akkori helyettese, leendő utóda, Tim Cook segítségével a 2002. május 14-én tartott prezentációjában, a forgalmazás júliusban kezdődött. A másfél órás prezentáció során Jobs elmondta, mivel a Fortune 500 listán szereplő vállalatok jelentős része használ Macet (is), így van helye az Xserve-nek.
Az Xserve-ben felhasználóink minden kérése és tanácsa megvalósult. A piac legegyszerűbben üzembe helyezhető kiszolgálógépe minden eddiginél könnyebben integrálható a meglevő hálózatokba, ráadásul, mivel a korlátlan felhasználószámú szoftverlicenc felár nélkül 'jár', az Xserve kimagaslóan költséghatékony Unix alapú szerver.
Két modellel indult az Xserve sorozat. Az alacsony kategóriás modell egyetlen 1.0 GHz-es 32-bites PowerPC 7455 (G4) processzorra épült. A szerver 60 GB-os merevlemezzel és 256 MB RAM-mal 2999 dollárba került. Ezzel a konfigurációval az addigi legerősebb számítógépét állította elő az Apple. A két processzoros, 512 MB RAM-os verzió ára 3999 dollár volt. Az ügyfelek Ultra ATA/100 7200 rpm meghajtókkal bővíthették a szerver tárkapacitását.
A cél összetett volt, az alapvetően szervektől elvárt fájl- és nyomtatási szolgáltatásokon túl az Xserve-re telepített és felbővített Mac OS X alkalmas volt webhely-kiszolgálóként működni, e-mail postafiók funkciót ellátni (kliens maileket kiszolgálni), adatbázis tárolásra, nagy processzor teljesítményt igénylő feladatok futtatására és az Apple fejlesztette QuickTime hang– és videó–streamingre.
Az Xserve Mac OS X Servert futtatott. A Mac OS X UNIX alapú operációs rendszer volt, így a Server változata a fenti szolgáltatásokat (és egyebeket) a Unixos szoftver-maghoz kötötte, így a Machez nem, de UNIX-hoz értő informatikusok ismerős környezetben tudtak dolgozni. A legtöbb UNIX-os funkciónak a fejlesztő elkészítette a grafikus felületről kezelhető változatát is. Más gyártók szervertermékével ellentétben a Mac OS X Server az Xserve-en a korlátlan verzió volt, ami azt jelenti, hogy a vállalatnak nem kellett fizetnie az Apple-nek további licencekért, amikor további felhasználókat vett fel.
Az Apple erőteljes új, rackbe szerelhető Xserve munkacsoport-kiszolgálója a Mac OS X Server Unix alapú operációs rendszerrel kombinálva a lehető legjobb alap az Oracle9i Database számára. Az Xserve könnyedén kielégíti a vállalati szintű igényeket, ezért az Oracle vezető adatbázis-fürtözési technológiája, az Oracle9i Real Application Clusters ideális alapja, és így a két cég közös vevői számára a legideálisabb megoldás, ráadásul számos új üzleti lehetőség melegágya cégeink között.

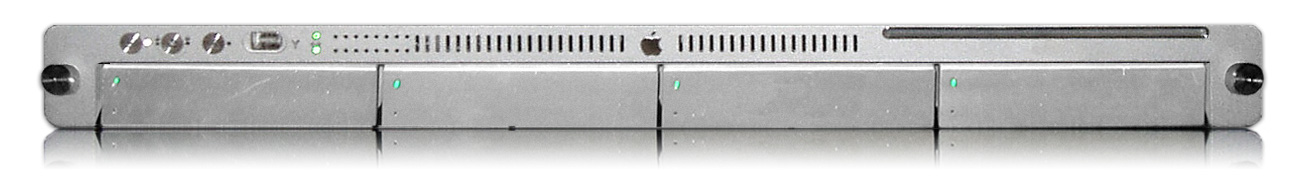
Az második generációs Xserve G4

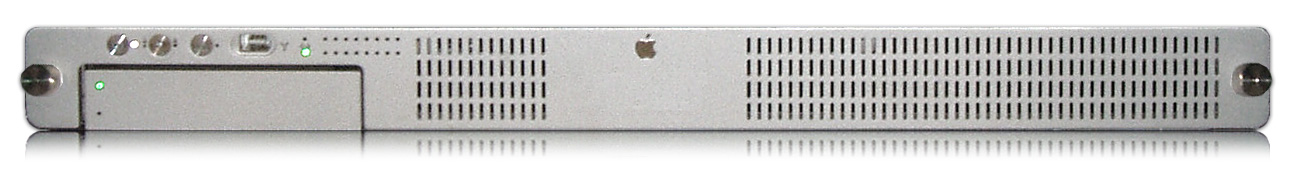
Xserve G4 (Cluster Node)

2003. február 10-én továbbfejlesztett és kibővített Xserve termékcsaládot mutattak be. A fejlesztések eredményeképp egy vagy két 1,33 GHz-es PowerPC G4 processzort, gyorsabb memóriát és nagyobb kapacitású Ultra ATA/133 merevlemez-meghajtót kapott az eszköz. Az előlapot újratervezték egy bővítőhely-betöltő optikai meghajtóhoz. Az egyprocesszoros Xserve árával megegyező áron jelentették be az új modellt. Az Xserve (Cluster Node) modellt, amely csak egy merevlemezt, optikai meghajtót, grafikus kártyát, egyetlen bővítő helyet és dupla Ethernet kártyát tartalmazott, a számítási feladatok priorizálására tervezték. Az ára 2799 dollár volt.
2003. április 2-án bevezették az Xserve RAID-et, amely sokkal nagyobb kapacitást és nagyobb teljesítményű lemezalrendszert biztosít az Xserve számára.Duál Xserve G5 – új Xserve RAID adattároló 2004 január

### Operációs rendszer az Xserve G4-en
Az 1999-ben megjelent Mac OS X Server 1.0 volt az első operációs rendszer, amelyet az Apple Computer a NeXT felvásárlása után kiadott. Bár a Mac OS 8 platina „kinézete és érzete“ volt, a klasszikus Mac OS helyett a NeXTSTEP operációs rendszerre épült, így a felhasználók betekintést kaphatnak a jövőbeli Mac OS X operációs rendszerbe. A Server 1.0-ban keveredett a klasszikus Mac OS, NeXTSTEP és Mac OS X. A képernyő tetején egyetlen menüsor volt, mint a Mac OS-ben, de a fájlkezelést a NeXTSTEP-es Workspace Manager végezte a Mac OS Finder alkalmazása helyett. A felhasználói felület továbbra is a NEXTSTEP Display PostScript alapú ablakkiszolgálóját használta a Display PDF alapú WindowServer helyett, ez utóbbi egy évvel később debütál a Mac OS X Public Beta verziójában. A nem mentett tartalomú ablak bezárási gombja NeXTSTEP-esen fekete pont volt. A Server 1.0 nem rendelkezett a Mac OS X-hez később hozzáadott Dock-kal vagy Aqua megjelenéssel, viszont tartalmazta a NetBoot szerver első verzióját. A klasszikus Mac OS alkalmazások futtatását a Mac OS X Server 1.0 „Blue Box” emulátorral oldotta meg, amely a Mac OS 8.5.1 operációs rendszert emulálta. Később a Mac OS X-ben ez lett a „Classic Environment”, de már a Mac OS 9.x rendszer emulációjával.
A 2001 májusában megjelent Mac OS X Server 10.0 megkapta az új Aqua felhasználói felületet, az Apache-t, a PHP-t, a MySQL-t, a Tomcatet, a WebDAV-támogatást, a Macintosh Managert és a NetBoot-ot.
A 2001 szeptemberében kiadott Mac OS X 10.1 jelentős lépés volt a 10.0-hoz képest. Míg a 10.0 egy újabb béta verziónak tűnt, a 10.1 volt az első OS X kiadás, amelyet ténylegesen lehetett használni. Az alkalmazásindítási idő csökkent, az ablakok átméretezése és a menük lényegesen gyorsabbak voltak, a dokkoló mozgatható lett, nőtt a testre-szabhatóbb felületek mennyisége. Továbbfejlesztették a 3D grafikus teljesítményt, több száz illesztőprogramot kínáltak más gyártók nyomtatóihoz, kameráihoz, MP3-lejátszóihoz és tárolóeszközeihez. További hálózati integrációs megoldások kerültek a verzióba. A Mac OS X 10.1 ingyenesen frissíthető volt a 10.0 tulajdonosai számára. Mérete miatt azonban nem volt letölthető az internetről, hanem vagy közvetlenül az Apple-től volt rendelhető (postaköltség: 20 dollár), vagy beszerezhető volt az Apple Store-ban helyben írt CD-n.
A 2002. augusztusi 10.2-es Mac OS X Server kiadás frissített LDAP alapú Open Directory felhasználó- és fájlkezelést tartalmazott, ezzel megkezdődött a NeXT-ből származó NetInfo architektúra kiváltása. Az új Workgroup Manager felületén egyszerűbb lett a konfigurálás. Ebben a kiadásban a NetBoot és a NetInstall is jelentős frissítéseket kapott. Számos általános hálózati szolgáltatás vált elérhetővé, például NTP, SNMP, webszerver (Apache), levelezőszerver (Postfix és Cyrus), LDAP (OpenLDAP), AFP és nyomtatószerver. A Samba 3-as verziója szoros integrációt tett lehetővé a Windows-kliensekkel és -kiszolgálókkal. A MySQL v4.0.16 és a PHP v4.3.7 is bekerült. A 10.2.2 elhozta a a naplózott HFS Plust, a natív Macintosh fájlrendszert, növelve a megbízhatóságot és az adat-helyreállítási funkciókat. Ezt később hozzáadták a Mac OS X-hez a Panther 10.3-as verziójában.

## A tárhely: Xserve RAID

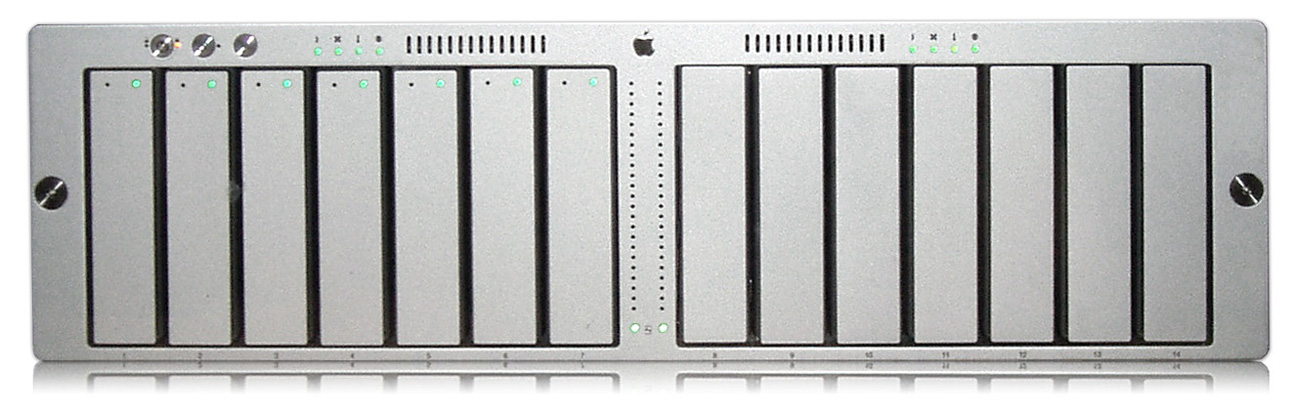
Az Xserve RAID

Az Xserve RAID egy csatolt, rack-szekrénybe szerelhető tömegtároló eszköz, amelyet az Apple tervezett, gyártott és forgalmazott.
Az Xserve RAID teljes kiépítésben tizennégy, üzem közben cserélhető, 750 GB-os Ultra-ATA merevlemezt tartalmazott. Az Xserve RAID hardver 0, 0+1, 1, 3 és 5 RAID-szinteket támogat, szoftveresen hibrid RAID-szinteket lehetett létrehozni. Az eszköz rack-szekrénybe szerelhető, 3U magas volt, teljes kiépítésben közel ötven kilogramm súlyú. 2004 januárjában és októberében az Apple frissítette a terméket, ami nagyobb tárolókapacitást tesz lehetővé. A végére akár 5,6 TB tárolására volt képes az eszköz.
Bár az Xserve RAID 14 meghajtót tartalmazott, két független, 7 meghajtóból álló csoportra osztották őket, amelyeket egy-egy RAID-vezérlő kezelt. A vezérlők függetlenek voltak, de nem redundánsak. Az egyik vezérlő meghibásodásakor mind a hét meghajtó elérhetetlen lett, a másik vezérlő nem tudta átvenni a feladatait. Az Xserve RAID redundáns hűtőegységekkel és tápegységekkel rendelkezett. Az Xserve RAID két Fibre Channel portja az adatátvitelt, egy 10/100 Ethernet portja a távfelügyeletet és egyetlen soros portja a szünetmentes tápegység kapcsolódását szolgálta.
Az Apple az Xserve RAID-et elsősorban az Xserve kísérőjeként forgalmazta, de más gyártók szervereivel (Windows Server 2003 vagy Red Hat Enterprise Linux) is használható volt. A rendelkezésre álló többplatformos támogatás miatt a felhasználóknak nem volt szükségük Macintosh számítógépre az Xserve RAID adminisztrálásához. Az Apple az eszköz mellé CD-ROM-ot adott, amely tartalmazta az Xserve RAID Admin Tools-t, egy Java szoftveralkalmazást, amely a legtöbb operációs rendszeren futott – beleértve az OS X-et, Windows-t, Linuxot és Solarist.
Az Xserve RAID alapára 5999 dollár volt. Az Xserve RAID forgalmazását 2008. február 19-én fejezte be az Apple.

### Xserve RAID technikai adatok
A táblázat nem tartalmazza az összes műszaki paramétert. Az egyes modelleknél a bemutatáskor érvényes adatokat soroljuk fel, a későbbi frissítéseket nem. Az adatok az Apple adatlapjáról származnak.

| Gép nevebemutatva kivezetve                    | Méretmagasság szélesség mélység súly | Memóriaalap max.   | Háttértármerevlemezkülső adathordozó | Fontosabb csatlakozók Bővítő helyek |
| ---------------------------------------------- | ------------------------------------ | ------------------ | ------------------------------------ | ----------------------------------- |
| Xserve RAID2003. febr. 10. 2004. jan. 6.       | 13,3 x 43,2 x 46,7 27–45 kg          | 128 MB max: 512 MB | 180 GB HDD                           | 2x 10/100Base-T 2x USB 1.114x 3,5"  |
| Xserve RAID (SFP)2004. jan. 6. 2008. febr. 19. | 13,3 x 43,2 x 46,7 27–45 kg          | 512 MB max: 512 MB | 250 GB HDD                           | 2x 10/100Base-T 2x USB 1.114x 3,5"  |

## Xserve G5

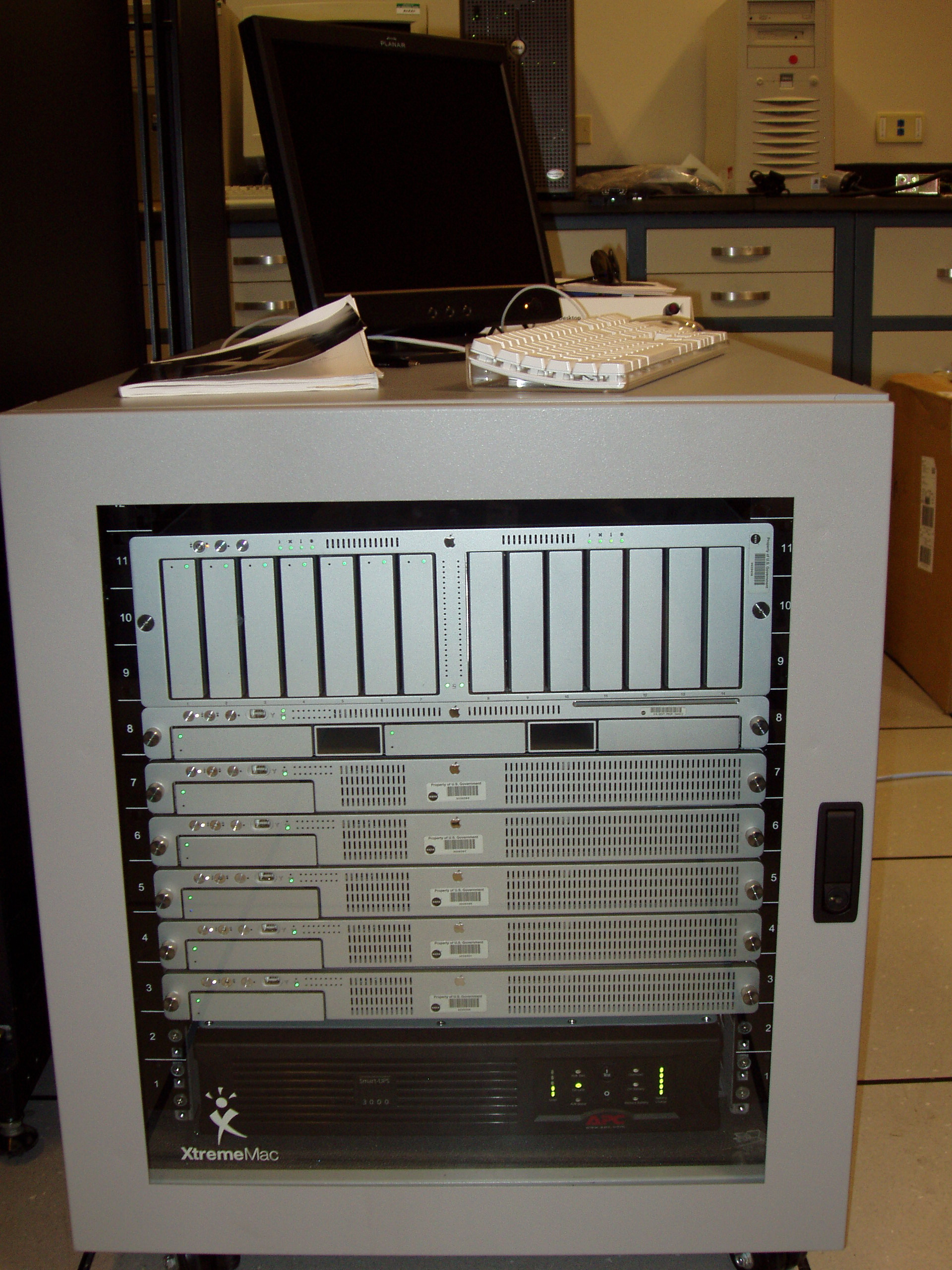
A kis rack-szekrényben legfelül Xserve RAID, alatta egy Xserve G5, alatta öt Xserve Cluster Node

2004. január 6-án, a Macworld 2004 rendezvényen Steve Jobs mutatta be a teljesen áttervezett házú Xserve G5-öt. A 32 bites PowerPC G4-eket egy vagy két, 2 GHz-es 64 bites PowerPC 970 processzorra cserélték. Hűtési problémák miatt a korábbi négy, üzem közben cserélhető SATA merevlemez helyett csak három került az eszközbe, a negyedik meghajtórekesz eredeti helye pedig szellőzőnyílás lett. Az optikai meghajtó megmaradt. A PowerPC 970 nagyobb memóriakapacitása és sávszélessége, valamint erősebb lebegőpontos teljesítménye alkalmassá tette a nagy teljesítményű számítástechnikai alkalmazásokhoz. A System X egy ilyen fürt számítógép volt, amely Xserve-ekből épült fel.
Három konfigurációs lehetőség volt elérhető: egyprocesszoros modell – 2,0 GHz, PowerPC 970fx – 2 999 dollárért, kétprocesszoros modell – két 2,0 GHz, PowerPC 970fx – 3 999 dollárért. A harmadik konfiguráció az Xserve G5 (Cluster Node) volt szintén 2 999 dollárért. Cluster Node jelzéssel már G4-es Xserve-t is forgalmazott az Apple. A Cluster Node jelzés arra utal, hogy ezek az Xserve gépek kimondottan úgy lettek konfigurálva – kevesebb hely lokális tárhely számára, az adatok külső tárhelyen, mint például Xserve RAID tárolódnak –, hogy belőlük számítógépfürt legyen építhető (Cluster Node kb. fürt elem).
2005. január 3-án az Apple az Xserve G5-öt gyorsabb processzorokkal – 2,3 GHz-es PowerPC 970fx – frissítette a kétprocesszoros konfigurációkban. A belső tárhelye három 400 GB-os merevlemezzel elérheette az 1,2 TB-ot. Az optikai meghajtó kombinált DVD-ROM/CD-RW szabványú volt. Nem sokkal ezután az Apple frissítette az Xserve RAID-et, hogy lehetővé tegye az 500 GB-os merevlemezek használatát.
Xsan
Az Xserve és RAID frissítése mellett bemutatták az Xsan alkalmazást is. Az Xsan 64-bites fürtözött fájlrendszer volt a Mac OS X rendszerek számára. Lehetővé tette, hogy egyetlen, egységes rendszerbe fogják össze adattároló eszközöket, állomány- szintű egyidejű írási és olvasási jogosultság- kezeléssel, Fibre Channel infrastruktúrára építve. A Mac OS X rendszeren akár 64 felhasználó is egyidejűen, párhuzamosan dolgozhat egyetlen központi adattár-hálózaton tárolt fájlokon. Az első üzembe helyezést, illetve a folyamatos adminisztrációt és felügyeletet biztosító funkciókat egyetlen szoftverbe integrálták. Az Xsan használható volt Brocade, a QLogic és az Emulex egyes Fibre Channel gateway-jel is.

### Operációs rendszer az Xserve G5-ön
A Mac OS X Server 10.3 2003. augusztusi kiadása inkább hibajavítás volt, mint valódi új verzió. A Mac OS X Server 10.4 Tiger kiadás további eszközöket, alkalmazásokat és szolgáltatásokat tartalmazott, ezek egy része nyílt forráskódú volt. A 2005. áprilisában debütált rendszer legfigyelemreméltóbb kiegészítései: a 64 bites alkalmazástámogatás, a hozzáférés-vezérlési listákhoz, az Xgrid, a link-összesítés, az e-mail spam–szűrés (SpamAssassin), a vírus-észlelés (ClamAV), a gateway beállítási asszisztens, az iChat Jabber szerver és a webnaplók (Blojsom). A 10.4 új kliens képességet kínált, a felhasználói identitások teljesen függetlenek lehetnek a kliens géptől. A szerver többféle szintű felhasználókezelési forgatókönyvet biztosított, beleértve a kliensgépek közvetlenül a kiszolgálón tárolt operációs rendszerről történő indítását (NetBoot). Lehetséges volt az összes felhasználói információ szerveren tárolása (hálózati kezdőkönyvtár). A rendszer képes volt azt a forgatókönyvet is kezelni, amelyben a felhasználók fájljai helyileg a felhasználók hordozható számítógépein vannak, miközben az összes felhasználói információt rendszeresen szinkronizálják a kiszolgálón lévő tükörazonosítóval (hordozható kezdőkönyvtár). Ezeknek a technológiáknak a végeredménye az, hogy a felhasználók az interneten át bármely számítógépről hozzáférhetnek teljes számítógép-azonosítójuk egy részéhez vagy egészéhez. Ezek a szolgáltatások mind az Apple-re jellemző, grafikus felületű konfigurátorral voltak beállíthatók.

## Az Intel processzoros Xserve

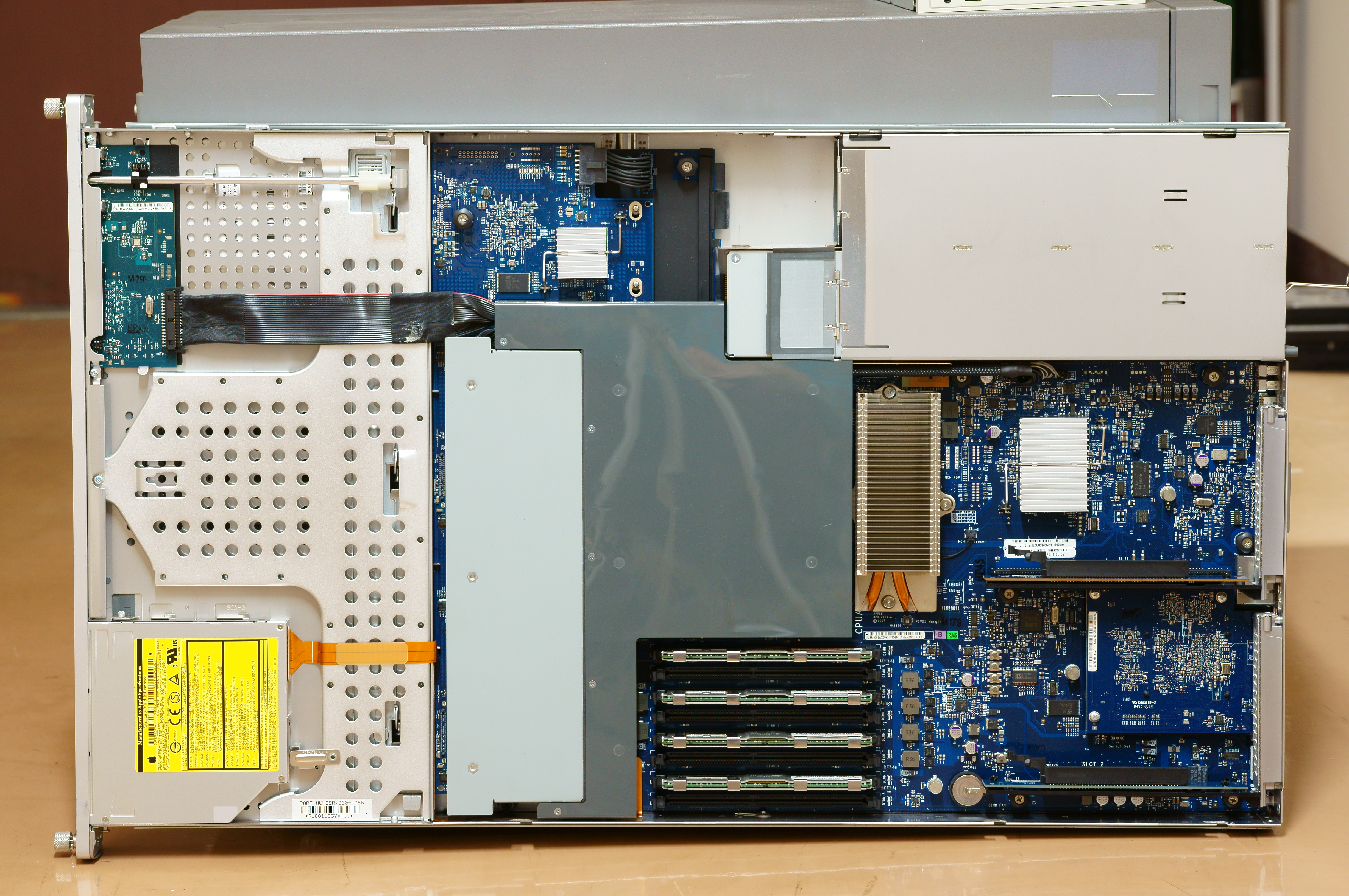
Xserve (Early 2008) négy magos Intel Xeon 5400 (foglalat: Harpertown) processzorral

Mivel az IBM képtelen volt megvalósítani az Apple által specifikált PowerPC processzort, az Apple Intel processzorra váltott. Így történt ez az Xserve esetén is. Az Intel-alapú Xserve-ket a Worldwide Developers Conference-en (WWDC) 2006. augusztus 7-én jelentették be, és némely mérésekben ötször gyorsabbak voltak, mint az Xserve G5. Intel Xeon (foglalat: „Woodcrest“) processzorokat, DDR2 ECC FB-DIMM-eket, ATI Radeon grafikát, 2,25 TB maximális tárolókapacitást (három 750 GB-os meghajtó), opcionális redundáns tápegységeket és 1U rack-formát használtak.
2008. január 8-án az Xserve-t 2,8 GHz-es Intel Xeon (foglalat: „Harpertown“) processzorokkal, gyorsabb memóriával és 3 TB (3x1 TB) maximális tárolókapacitással frissítették. A korábbi modellekben szereplő előlapi FireWire 400 portot USB 2.0 portra cserélték. Az Xserve RAID forgalmazását 2008. február 19-én leállították. Ez már jelezte, hogy az Apple elhagyni készül az ismét sikertelenül meghódítani vágyott vállalati szerver-piacot.
2009. április 7-én az Xserve-t frissítették, hogy Intel Xeon (foglalat: „Gainestown”) processzorokat, DDR3 memóriát és NVIDIA grafikát használjon Mini DisplayPort kimenettel. A frissítéssel a maximális tárolókapacitás is nőtt, három 2 TB-os meghajtóval használva 6 TB-ra nőtt. Egy olyan SSD rendszerindító meghajtó hozzáadásának lehetőségét is megvalósították, amely nem foglal el meghajtórekeszt. Az SSD rendszerindító meghajtó hozzáadása lehetővé tette bármelyik meghajtó üzem közbeni cseréjét. Ez volt az első Xserve, amely PVC-mentes belső kábeleket és alkatrészeket használt, és nem tartalmaz brómozott égésgátló anyagokat.
És ez volt az utolsó Xserve is. 2010. november 5-én az Apple bejelentette, hogy nem fejleszti tovább az Xserve-t. Miközben 2011. január 31-ig fogadta a jelenlegi modellre vonatkozó megrendeléseket, és "betartott" minden Xserve-garanciát és kiterjesztett támogatási programot, a vállalat azt javasolta a felhasználóknak, hogy váltsanak Mac Pro vagy Mac mini Server-re. Az Xserve leállítása után egy bosszús ügyfél e-mailt írt Steve Jobsnak, aki az iPhone-járól válaszolt: "alig veszi valaki őket".

### Operációs rendszer az Inteles Xserve-ön
A Mac OS X Server v10.5-t, a „Leopard“-ot a 2005-ös Worldwide Developers Conference-en (WWDC)jelentették be, és először a 2006. augusztus 7-i WWDC-n mutatták be a nagyközönségnek. A Leopard Server új szolgáltatásokat kínált: iCal (naptár) Server, Wiki Szerver (Wiki szerver), Spotlight (fájlkereső) szerver. Új volt a Podcast Producer, amely nem csak a podcast készítést, de a megosztást is támogatta. A Leopard Server sok frissítést hozott, néhány: Apache HTTP Server MySQL 5, JBoss 4, Apache Tomcat 5, QuickTime Streaming Server 6, iChat Server 2, Xgrid 2 és Open Directory 4.
A 2009-ben bemutatott Snow Leopard Server teljes egészében 64 bites operációs rendszer volt. A 4 GB vagy több RAM-mal rendelkező megfelelő rendszereken a Snow Leopard Server 64 bites kernelt használ az elméletileg megcímezhető 16 TB RAM kezelésére. Az iCal Server 2 továbbfejlesztett CalDAV-támogatást kapott és bővült webnaptár-alkalmazással, push értesítéssel és e-mailes meghívók küldésének lehetőségével a nem iCal felhasználóknak. A CardDAV protokoll szabványon alapuló Address Book Server (címtár) központi tárhelyet biztosított a felhasználók számára, ahol több Mac-en és szinkronizált iPhone-on tárolhatják és elérhetik személyes névjegyeiket. A Wiki Server 2 szerveroldali Quick Look funkcióval bővült, és képes volt a wikitartalmat iPhone megjelenítésre optimalizálni. Megújult a Mail Server motor, amely támogatja a push e-maileket, így a felhasználók azonnal megkapták a nekik címzett emailt. A Podcast Producer 2 új Podcast Composer alkalmazással bővült. Ez automatizálta a gyártási folyamatot a testre-szabott, egységes megjelenésű és hangulatú podcastok létrehozásakor. A gyártásnál a címek, átmenetek és effektusok hozzáadását automatizálta. A terjesztésnél az automatizálás végezte el a kívánt formátum(ok)ba mentést, a wikiken, blogokon, iTunes-on, iTunes U-n (University), Final Cut Server-en vagy Podcast Library-n való megosztást. Az egyes csatornák eltérő felbontást, képméretet és másodpercenkénti képkocka arányt igényeltek. A Mobile Access Server lehetővé teszi az iPhone és Mac felhasználók számára a biztonságos hálózati szolgáltatások elérését, beleértve a vállalati webhelyeket, online üzleti alkalmazásokat, e-maileket, naptárakat és névjegyeket. Anélkül, hogy további szoftverre lenne szükség, a Mobile Access Server fordított proxyszerverként működik, és SSL titkosítást és hitelesítést biztosított a felhasználó iPhone vagy Mac számítógépe és a virtuális magánhálózat között.
Az Apple szerver operációs rendszere is sorvadásnak indult az Xserve megszűntével. Az Apple előbb összevonta a felhasználói operációs rendszerével, a szerver képességek külön alkalmazásként voltak megvásárolhatók. Ez utóbbiak tudása frissítésről frissítésre csökkent. Gyakorlatban már évek óta nem használták, amikor 2022. április 21-én az Apple hivatalosan is leállította a macOS Servert.

## Xserve technikai adatok
A táblázat nem tartalmazza az összes műszaki paramétert. Az egyes modelleknél a bemutatáskor érvényes adatokat soroljuk fel, a későbbi frissítéseket nem. Az adatok az Apple adatlapjáról származnak, a hiányzó adatok az Everymac.com oldalról és a Mactracker alkalmazásból valók. A táblázatban szándékosan nem szerepelnek a Power Macintosh, a Power Macintosh G3 és G4 számítógépek.

| Gép nevebemutatva kivezetveoperációs rendszer                                    | Méretmagasság szélesség mélység súly | Processzorprocesszor, @órajel, L1 és L2 cacherendszerbusz                                       | Memóriaalap max. @sebességhely, típus                          | Háttértármerevlemezkülső adathordozó | Grafikavideokártyamemória, típus | Fontosabb csatlakozók Bővítő helyek                                  |
| -------------------------------------------------------------------------------- | ------------------------------------ | ----------------------------------------------------------------------------------------------- | -------------------------------------------------------------- | ------------------------------------ | -------------------------------- | -------------------------------------------------------------------- |
| Xserve G4/1,02002. máj. 14. 2003. febr. 10.System X Server 10.1.5 (6C115)        | 4,4 x 44,7 x 71,1 11.8 kg            | 1,0 GHz, 32-bites PowerPC 7455 (G4)L1: 64k L2: 256k (on chip), 2 MBBusz: @133 MHz               | 256 MB max: 2 GB @266 MHz4 hely, PC2100 DDR SDRAM              | 60 GB HDD24x CD-ROM                  | ATI PCI32 MB DDR SDRAM           | 2x Gigabit 2x USB 1.1 FireWire 3x4002x PCI, 1x PCI/AGP4x 3.5"        |
| Xserve G4/1,0 DP2002. máj. 14. 2003. febr. 10.System X Server 10.1.5 (6C115)     | 4,4 x 44,7 x 71,1 11.8 kg            | 1,0 GHz, 32-bites 2x két magos PowerPC 7455 (G4)L1: 64k L2: 256k (on chip), 2 MBBusz: @133 MHz  | 512 MB max: 2 GB @266 MHz4 hely, PC2100 DDR SDRAM              | 60 GB HDD24x CD-ROM                  | ATI PCI32 MB DDR SDRAM           | 2x Gigabit 2x USB 1.1 FireWire 3x4002x PCI, 1x PCI/AGP4x 3.5"        |
| Xserve G4/1,33 (SL)2003. febr. 10. 2004. jan. 6.System X Server 10.2.4 (6I34)    | 4,4 x 44,7 x 71,1 11.8 kg            | 1,33 GHz, 32-bites PowerPC 7455 (G4)L1: 64k L2: 256k (on chip), 2 MBBusz: @167 MHz              | 256 MB max: 2 GB @333 MHz4 hely, PC2700 DDR SDRAM              | 60 GB HDD24x CD-ROM                  | ATI PCI32 MB DDR SDRAM           | 2x Gigabit 2x USB 1.1 FireWire 1x400, 2x8002x PCI, 1x PCI/AGP4x 3.5" |
| Xserve G4/1,33 DP (SL)2003. febr. 10. 2004. jan. 6.System X Server 10.2.4 (6I34) | 4,4 x 44,7 x 71,1 11.8 kg            | 1,33 GHz, 32-bites 2x két magos PowerPC 7455 (G4)L1: 64k L2: 256k (on chip), 2 MBBusz: @167 MHz | 512 MB max: 2 GB @333 MHz4 hely, PC2700 DDR SDRAM              | 60 GB HDD24x CD-ROM                  | ATI PCI32 MB DDR SDRAM           | 2x Gigabit 2x USB 1.1 FireWire 1x400, 2x8002x PCI, 1x PCI/AGP4x 3.5" |
| Xserve G4/1,33 DP (CN)2003. márc. 1. 2004. jan. 6.System X Server 10.2.4 (6I34)  | 4,4 x 44,7 x 71,1 11.8 kg            | 1,33 GHz, 32-bites 2x két magos PowerPC 7455 (G4)L1: 64k L2: 256k (on chip), 2 MBBusz: @167 MHz | 256 MB max: 2 GB @333 MHz4 hely, PC2700 DDR SDRAM              | 60 GB HDD                            |                                  | Gigabit 2x USB 1.1 FireWire 1x400, 2x8002x PCI1x 3.5"                |
| Xserve G5/2,0 PCI-X2004. jan. 6. 2006. aug. 7.System X Server 10.3               | 4,4 x 44,7 x 71,1 15.1 kg            | 2,0 GHz, 64-bites PowerPC 970fx (G5)L1: 32k/64k L2: 512k (on chip)Busz: @1 GHz                  | 512 MB, 1 GB max: 8 GB, 16 GB @400 MHz8 hely, PC3200 EEC SDRAM | 80 GB HDD24x CD-ROM                  |                                  | 2x Gigabit 2x USB 1.1 FireWire 1x400, 2x8002x PCI-X3x 3.5"           |
| Xserve G5/2,0 DP PCI-X2004. jan. 6. 2005. jan. 4.System X Server 10.3            | 4,4 x 44,7 x 71,1 15.1 kg            | 2,0 GHz, 64-bites 2x két magos PowerPC 970fx (G5)L1: 32k/64k L2: 512k (on chip)Busz: @1 GHz     | 1 GB max: 8 GB @400 MHz8 hely, PC3200 EEC SDRAM                | 80 GB HDD24x CD-ROM                  |                                  | 2x Gigabit 2x USB 1.1 FireWire 1x400, 2x8002x PCI-X3x 3.5"           |
| Xserve G5/2,0 DP (CN)2004. jan. 6. 2005. jan. 4.System X Server 10.3             | 4,4 x 44,7 x 71,1 15.1 kg            | 2,0 GHz, 64-bites 2x két magos PowerPC 970fx (G5)L1: 32k/64k L2: 512k (on chip)Busz: @1 GHz     | 1 GB max: 8 GB @400 MHz8 hely, PC3200 EEC SDRAM                | 80 GB HDD                            |                                  | 2x Gigabit 2x USB 1.1 FireWire 1x400, 2x8002x PCI-X1x 3.5"           |
| Xserve G5/2,3 DP PCI-X2005. jan. 4. 2006. aug. 7.System X Server 10.3            | 4,4 x 44,7 x 71,1 15.1 kg            | 2,3 GHz, 64-bites 2x két magos PowerPC 970fx (G5)L1: 32k/64k L2: 512k (on chip)Busz: @1,15 GHz  | 1 GB max: 16 GB @400 MHz8 hely, PC3200 EEC SDRAM               | 80 GB HDDComboDrive                  |                                  | 2x Gigabit 2x USB 1.1 FireWire 1x400, 2x8002x PCI-X3x 3.5"           |
| Xserve G5/2,3 DP (CN)2005. jan. 4. 2006. aug. 7.System X Server 10.3             | 4,4 x 44,7 x 71,1 15.1 kg            | 2,3 GHz, 64-bites 2x két magos PowerPC 970fx (G5)L1: 32k/64k L2: 512k (on chip)Busz: @1,15 GHz  | 512 MB max: 16 GB @400 MHz8 hely, PC3200 EEC SDRAM             | 80 GB HDD                            |                                  | 2x Gigabit 2x USB 1.1 FireWire 1x400, 2x8002x PCI-X1x 3.5"           |
| Xserve Xeon 2,0 Quad2006. aug. 7. 2008. jan. 8.System X Server 10.4.8 (8N1215)   | 4,4 x 44,7 x 71,1 14.4 kg            | 2,0 GHz, 64-bites 2x két magos Xeon 5130L1: N/A L2: 4 MBBusz: @1,33 GHz                         | 1 GB max: 32 GB @667 MHz8 hely, ECC DDR2 FB-DIMM               | 80 GB HDD24x ComboDrive              | Radeon X130064 MB GDDR3 SDRAM    | 2x Gigabit 2x USB 1.1 FireWire 1x400, 2x8002x PCIe (8 sáv)3x 3.5"    |
| Xserve Xeon 2,66 Quad2006. aug. 7. 2008. jan. 8.System X Server 10.4.8 (8N1215)  | 4,4 x 44,7 x 71,1 14.4 kg            | 2,66 GHz, 64-bites 2x két magos Xeon 5150L1: N/A L2: 4 MBBusz: @1,33 GHz                        | 1 GB max: 32 GB @667 MHz8 hely, ECC DDR2 FB-DIMM               | 80 GB HDD24x ComboDrive              | Radeon X130064 MB GDDR3 SDRAM    | 2x Gigabit 2x USB 1.1 FireWire 1x400, 2x8002x PCIe (8 sáv)3x 3.5"    |
| Xserve Xeon 3,0 Quad2006. aug. 7. 2008. jan. 8.System X Server 10.4.8 (8N1215)   | 4,4 x 44,7 x 71,1 14.4 kg            | 3,0 GHz, 64-bites 2x két magos Xeon 5160L1: N/A L2: 4 MBBusz: @1,33 GHz                         | 1 GB max: 32 GB @667 MHz8 hely, ECC DDR2 FB-DIMM               | 80 GB HDD24x ComboDrive              | Radeon X130064 MB GDDR3 SDRAM    | 2x Gigabit 2x USB 1.1 FireWire 1x400, 2x8002x PCIe (8 sáv)3x 3.5"    |
| Xserve Xeon 2,8 Quad2008. jan. 8. 2009. ápr. 7.System X Server 10.5 (9B2117)     | 4,4 x 44,7 x 71,1 14.4 kg            | 2,8 GHz, 64-bites négy magos Xeon E5462L1: N/A L2: 12 MBBusz: @1,6 GHz                          | 2 GB max: 32 GB @800 MHz8 hely, ECC DDR2 FB-DIMM               | 80 GB HDD8x DL SuperDrive            | Radeon X130064 MB GDDR3 SDRAM    | 2x Gigabit 2x USB 1.1 FireWire 2x8002x PCIe 2.03x 3.5"               |
| Xserve Xeon 2,8 8-Core2008. jan. 8. 2009. ápr. 7.System X Server 10.5 (9B2117)   | 4,4 x 44,7 x 71,1 14.4 kg            | 2,8 GHz, 64-bites 2x négy magos Xeon E5462L1: N/A L2: 12 MB x2Busz: @1,6 GHz                    | 2 GB max: 32 GB @800 MHz8 hely, ECC DDR2 FB-DIMM               | 80 GB HDD8x DL SuperDrive            | Radeon X130064 MB GDDR3 SDRAM    | 2x Gigabit 2x USB 1.1 FireWire 2x8002x PCIe 2.03x 3.5"               |
| Xserve Nehalem 2,26 Quad2009. ápr. 7. 2011. jan. 31.System X Server 10.5.6       | 4,4 x 44,7 x 71,1 14.0 kg            | 2,26 GHz, 64-bites négy magos Xeon E5520L1: 32k/32k x4 L2: 256k (x4), 8 MBBusz: @QPI            | 3 GB max: 96 GB @1066 MHz6 hely, DDR3 ECC SDRAM                | 160 GB HDD8x DL SuperDrive           | GeForce GT 120256 MB GDDR3 SDRAM | 2x Gigabit 2x USB 1.1 FireWire 2x8002x PCIe 2.0 @163x 3.5"           |
| Xserve Nehalem 2,26 8-Core2009. ápr. 7. 2011. jan. 31.System X Server 10.5.6     | 4,4 x 44,7 x 71,1 14.0 kg            | 2,26 GHz, 64-bites 2x négy magos Xeon E5520L1: 32k/32k x8 L2: 256k (x8), 8 MBBusz: @QPI         | 3 GB max: 96 GB @1066 MHz12 hely, DDR3 ECC SDRAM               | 160 GB HDD8x DL SuperDrive           | GeForce GT 120256 MB GDDR3 SDRAM | 2x Gigabit 2x USB 1.1 FireWire 2x8002x PCIe 2.0 @163x 3.5"           |
| Xserve Nehalem 2,66 8-Core2009. ápr. 7. 2011. jan. 31.System X Server 10.5.6     | 4,4 x 44,7 x 71,1 14.0 kg            | 2,66 GHz, 64-bites 2x négy magos Xeon X5550L1: 32k/32k x8 L2: 256k (x8), 8 MBBusz: @QPI         | 3 GB max: 96 GB @1066 MHz12 hely, DDR3 ECC SDRAM               | 160 GB HDD8x DL SuperDrive           | GeForce GT 120256 MB GDDR3 SDRAM | 2x Gigabit 2x USB 1.1 FireWire 2x8002x PCIe 2.0 @163x 3.5"           |
| Xserve Nehalem 2,93 8-Core2009. ápr. 7. 2011. jan. 31.System X Server 10.5.6     | 4,4 x 44,7 x 71,1 14.0 kg            | 2,93 GHz, 64-bites 2x négy magos Xeon X5570L1: 32k/32k x8 L2: 256k (x8), 8 MBBusz: @QPI         | 3 GB max: 96 GB @1066 MHz12 hely, DDR3 ECC SDRAM               | 160 GB HDD8x DL SuperDrive           | GeForce GT 120256 MB GDDR3 SDRAM | 2x Gigabit 2x USB 1.1 FireWire 2x8002x PCIe 2.0 @163x 3.5"           |

## Xserve számítógépek az időben
| Apple Xserve szerverek és Xserve RAID idővonalon |
| --- |
| A színek kezdete a bemutató időpontja, a forgalmazás több esetben is hónapokkal később kezdődött. Megeshet, hogy egy csík végét kitakarja egy másik csík eleje. Előfordul, hogy a gyártás befejezését követően még egy ideig forgalomban marad a gép adott verziója. |